# Newport (Rhode Island)
Newport je město ve stejnojmenném okrese v americkém státě Rhode Island. Leží na ostrově Aquidneck na pobřeží Atlantského oceánu. Podle sčítání obyvatel v roce 2010 zde žilo 24 672 lidí, což znamenalo trvalý pokles oproti předchozím dekádám. Roku 1960 zde žilo 47 049 obyvatel.
Město má bohatou historii spjatou s mořeplavectvím; několikrát se sem plavil i český mořeplavec Richard Konkolski, který zde po emigraci také žil. Výrazně je spjato také s tenisem. Od roku 1954 v klubu Newport Casino sídlí Mezinárodní tenisová síň slávy. V klubu proběhly první ročníky mužského grandslamu US Open a od roku 1976 hostí travnatý turnaj Hall of Fame Open.
V letech 1998 až 2009 se zde konal Newportský mezinárodní filmový festival.